# 劉正臣
劉 正臣（りゅう せいしん、生年不詳 - 756年）は、唐代の軍人。もとの名は客奴。本貫は懐州武陟県。

## 経歴
出征のために幽州昌平県に家を構えた。若くして武芸があり、平盧軍に従った。開元年間、室韋の首領に段普恪という者があり、驍勇をたのんで、しばしば唐の東北辺境を苦しめた。范陽節度使の薛楚玉は客奴に胆気があるのを見込んで、客奴に命じて段普恪に対抗させた。客奴は単騎で段普恪を襲い、斬首して献じた。左驍衛将軍の号を受け、游奕使をつとめ、以後もたびたび戦功を挙げた。性格は忠実で慎み深く、軍人に信頼された。
天宝14載（755年）、安禄山が乱を起こすと、玄宗の詔により安西節度使の封常清が范陽節度使となり、平盧節度副使の呂知誨が平盧節度使となり、太原尹の王承業が河東節度使となった。天宝15載（756年）、安禄山が東都洛陽で帝を称すると、腹心の韓朝陽らを派遣して呂知誨を誘った。呂知誨は反乱側につくことを決意し、安東副都護・保定軍使の夫蒙霊詧を誘って殺害した。安禄山は呂知誨を平盧節度使とした。客奴は平盧軍の諸将と相談して呂知誨を殺害した。使者を派遣して安東都護府の将の王玄志と互いに応援しあうよう奏聞した。
4月、客奴は柳城郡太守・兼御史大夫・平盧節度支度営田・陸運海運押新羅渤海両蕃・黒水四府経略使に任じられ、正臣の名を賜った。正臣は平盧軍の兵を率いて范陽を襲撃しようとしたが、到着しないうちに、史思明らの反乱軍に大敗した。正臣は逃げ帰り、王玄志に毒殺された。大暦9年（774年）、工部尚書の位を追贈された。
子に劉逸海（劉悟の父）・劉全諒があった。

## 伝記資料
- 『旧唐書』巻145 列伝第95
- 『新唐書』巻151 列伝第76